# Panasonic GD87
Panasonic GD87 (Также известен как Panasonic GAD87) — первый мобильный телефон (камерофон) компании Panasonic, работающий в стандарте GSM и оснащённый цифровой камерой. С этим телефоном в 2002 году компания вышла на европейский (в том числе и на российский) рынок мобильной связи.

Телефон оснащён двумя дисплеями: основным (цветным) и внешним (монохромным). Внешний дисплей может быть подсвечен тремя разными цветами по выбору пользователя: оранжевым, зелёным или синим.

## Обзоры
Рецензенты отметили один из лучших на тот момент экранов – четкий и яркий. Такой экран оказался удобен для работы с камерой. С учетом энергопотребления такого экрана время жизни от батарейки телефона можно считать достаточным. Отмечается так же неудобная система меню и странный выбор интерфейса сопряжения – IR – скорость которого явно не достаточна для передачи изображений с камеры.
| Общие характеристики                        | Общие характеристики                                                          |
| ------------------------------------------- | ----------------------------------------------------------------------------- |
| Диапазоны частот                            | GSM 900, GSM 1800, GSM 1900                                                   |
| Платформа                                   | Серия GD                                                                      |
| Тип корпуса                                 | раскладушка                                                                   |
| Класс                                       | имиджевый                                                                     |
| Антенна                                     | внешняя                                                                       |
| Вес                                         | 103 г                                                                         |
| Размеры                                     | 97,5×49×23 мм                                                                 |
| Объём памяти                                | 0,78 МБ                                                                       |
| Звонки                                      |                                                                               |
| Тип мелодий                                 | 16-голосная полифония                                                         |
| Число встроенных мелодий                    | 20                                                                            |
| Возможность загружать свои мелодии          | да                                                                            |
| Возможность создавать свои мелодии          | нет                                                                           |
| Виброзвонок                                 | есть (прерывистый и непрерывный)                                              |
| Связь                                       |                                                                               |
| Интерфейсы                                  | IRDA, RS232                                                                   |
| Доступ в интернет                           | WAP, GPRS, EDGE, POP/SMTP-клиент                                              |
| Модем                                       | есть                                                                          |
| Браузер                                     | есть (поддержка xHTML)                                                        |
| Синхронизация с компьютером                 | есть                                                                          |
| Сообщения                                   |                                                                               |
| Дополнительные функции SMS                  | ввод текста со словарём, шаблоны сообщений, отправка SMS нескольким адресатам |
| MMS                                         | есть                                                                          |
| E-mail                                      | есть                                                                          |
| Другие функции                              |                                                                               |
| Громкая связь(встроенный динамик)           | есть                                                                          |
| Управление                                  | голосовой набор                                                               |
| Автодозвон                                  | есть                                                                          |
| Дополнительная информация                   |                                                                               |
| Комплектация                                | телефон, аккумулятор, сетевое з/у                                             |
| Особенности                                 | конвертер валют, секундомер, диктофон, часы                                   |
| Экран                                       |                                                                               |
| Тип экрана                                  | цветной экран (TFT-матрица), 65536 цветов                                     |
| Размер изображения                          | число строк — 7 по 14 символов, 132×176 пикселей                              |
| Тип внешнего экрана                         | монохромный экран (строка символов+строка иконок)                             |
| Индикация                                   | стоимости разговора, времени разговора                                        |
| Мультимедийные возможности                  |                                                                               |
| Встроенная фотокамера                       | 132×176 (0,3 млн пикселей)                                                    |
| Запись видеороликов                         | нет                                                                           |
| FM                                          | нет                                                                           |
| MP3                                         | нет                                                                           |
| Диктофон                                    | есть (до 15 секунд)                                                           |
| Игры                                        | есть (Тетрис, Пастух и овцы)                                                  |
| Java-приложения                             | нет                                                                           |
| Питание                                     |                                                                               |
| Тип аккумулятора                            | Li-Ion                                                                        |
| Ёмкость аккумулятора                        | 720 мАч                                                                       |
| Время разговора                             | 7:00 ч:мин                                                                    |
| Время ожидания                              | 220:00 ч:мин                                                                  |
| Записная книжка и органайзер                |                                                                               |
| Записная книжка в аппарате                  | 200 номеров                                                                   |
| Обмен между SIM-картой и внутренней памятью | нет                                                                           |
| Прямой (flash) набор                        | 9 номеров                                                                     |
| Органайзер                                  | будильник (4 штуки), калькулятор, планировщик задач                           |

## Примечательные факты
Телефон GD87 активно использовался героями фильма «Антикиллер-2: Антитеррор» наряду с другой техникой компании Panasonic, ставшей официальным партнером новой кинокартины Егора Кончаловского.

## Похожие модели
- Panasonic X88
- Panasonic X70